# 妖怪大戦争 (1968年の映画)
『妖怪大戦争』（ようかいだいせんそう）は、大映が製作配給し、1968年（昭和43年）12月14日に封切り公開した時代劇・特撮映画作品。大映京都撮影所制作。フジカラー、シネマスコープ、79分。併映作品は『蛇娘と白髪魔』。

## あらすじ
1751年（宝暦元年）、時は江戸時代、古代バビロニヤのウル遺跡に忍び込んだ墓荒らしたちは、凶悪な吸血妖怪「ダイモン」を4,000年の眠りから目覚めさせてしまう。
漆黒の塊に姿を変え、雷鳴とともに南蛮船に取り憑き、日本に上陸した妖怪は伊豆の地に降り立ち、たまたま居合わせた代官・磯部兵庫を襲って吸血しこれを亡き者とし、憑依した。代官に成り代わった妖怪は、仏神の威光をすべて拒んで神棚仏壇の類をすべて壊し、家来の一人、川野左平次もダイモンの分身に憑依されてしまう。以後、その地方の若い娘・子供を屋敷奉公の名目で呼びつけ、これを吸血し命を奪い、逆らう者はすべて処刑し、人々を恐怖のどん底に陥れてゆく。磯部の豹変を妖怪変化の仕業と見た、家来の真山新八郎は、磯部の一人娘・千絵の身を案じ、叔父の修験者・大日坊に助力を乞う。しかし、怨敵退散の祈祷と夜を徹しての護摩焚きもダイモンには通じず、大日坊は殺されてしまう。
一方、磯部が勤める代官所の庭池には、ひょうきん者の河童が1匹、主として長い間棲み続けていた。彼は信心善行深かった代官の悪変を不思議に思い、すぐにもその正体を禍々しき妖怪であると見抜く。そして、この不愉快な余所者を取り除こうと戦いを挑みはしたものの、あえなく撃退されてしまう。古寺に駆け込んだ河童は、仲間の妖怪にダイモンの襲来を告げるが、誰もこれを信じない。そこに、代官の家来に追われた子供たちが逃げてきて、油すましら妖怪たちが助ける。子供たちの話をきいて、ようやく妖怪たちは河童の言葉を信じ、青坊主と雲外鏡の力で「バビロニアの妖怪・ダイモン」と敵の正体を知る。そして、妖怪たちは磯部の配下の者たちを脅かして、追い返す。
妖怪たちは磯部の屋敷に入り込み、監禁されていた女・子供たちと入れ替わる。村娘に化けたろくろ首は、ダイモンと戦うがやぶれる。他の妖怪たちもダイモンと戦うが、手も無く敗れ、散々な目に遭わされてほうほうの体で逃げ帰る。
一方、磯部の正体を妖怪と知った新八郎は、ダイモンの片目を矢で射てこれを潰す。野原に逃げていった妖怪たちは、再度、磯部の屋敷に押しかけるが、新八郎が持っていたお札の力で壺の中に閉じ込められる。そして、ダイモンは川野左平次の姿となり、新任の代官大館伊織を駕籠内で殺して成り替わる。新代官伊織（ダイモン）は、新八郎を謀反の咎で捕縛し、処刑を申しつけてしまう。
壺に入っておらず、代官所にやってきた二面女とから傘小僧は、千絵と知り合いになり、千絵にお札を外してもらい、壺に閉じ込めた妖怪たちを出してもらう。
油すましはダイモンの弱点を眼と見抜き、また、雲外鏡の提案で、全国の妖怪にかかる窮状を訴え、招集を掛ける事にした。これに応えて海・山・河から雲霞のごとく無数の妖怪たちが集まってくる。
そして、小さく力弱くはあるが結束力では負けない日本妖怪たちは、強大・凶悪な西洋妖怪ダイモンに決戦を挑むこととなった。

## 概要
本作は『妖怪百物語』と『東海道お化け道中』と併せ、大映の妖怪三部作または「妖怪シリーズ」とも称される。
前作『妖怪百物語』（1968年）が春休み興行で予想外の好評を博し、「妖怪」をテーマにした作品に高い需要があるとみた大映京都撮影所によって制作され、冬休み興行として大映東京撮影所の制作による『蛇娘と白髪魔』（監督・湯浅憲明、原作・楳図かずお）との二本立てで公開された。前作で展開された怪談の要素は控えめに出され、物語に明確な善悪（日本妖怪とダイモン）が対立する構図を採用し、勧善懲悪のヒロイズムを強めた娯楽作品となっている。製作段階で脚本につけられていた題名は『妖怪大合戦』だった。
監督をつとめた黒田義之は『大魔神』（1966年、大映京都）の特撮監督として腕を振るった人物でもあり、同作で大映京都撮影所に導入された11m×4.6mの大規模ブルーバック用ライトスクリーンを再び活用し、巨大化し変幻自在に分身する兇悪な西洋妖怪「ダイモン」の描写などに効果を上げている。前作に加えて新規造形された妖怪群のイメージは、「怪獣」にとってかわる等身大キャラクターとして、同じエキス・プロダクションによって造形されたテレビ番組『仮面ライダー』（1971年、東映、毎日放送）に登場する「ショッカー怪人」に引き継がれていった。

## スタッフ
- 監督：黒田義之
- 企画：八尋大和
- 脚本：吉田哲郎
- 撮影：今井ひろし
- 録音：林土太郎
- 照明：美間博
- 美術：太田誠一、加藤茂
- 音楽：池野成
- 編集：谷口登司夫
- 特撮合成：田中貞造
- 擬斗：楠本栄一
- 音響効果：倉嶋暢
- 助監督：国原俊明
- 製作主任：村井昭彦
- 現像：東洋現像所

### ノンクレジット (スタッフ)
- スチール：大谷栄一、都筑輝孝[要出典]
- 妖怪造形：八木正夫、エキスプロダクションほか[4]

## 配役
- 真山新八郎：青山良彦
- 千絵：川崎あかね（※デビュー作）
- 大館伊織：大川修
- 磯部兵庫：神田隆
- 川野左平次：木村玄
- 大日坊：内田朝雄
- 門番：若井はんじ・けんじ
- 下役人：西川ヒノデ
- 安蔵：沖時男
- 警護の侍：伴勇太郎
- しのぶ：井上ヒロミ
- 茂市：渡辺幸保
- お咲：神田真里
- 語り手：戸浦六宏

## 登場妖怪
本作の妖怪は、前作『妖怪百物語』に引き続き、八木正夫を代表とする造形会社エキスプロダクションを中心に造形された（エキスプロ以外にも何社か造形に加わったようだが、当時の資料や情報は残っておらず詳細は不明）。
また、前作に続いて子役も妖怪を演じている。これは「等身に幅を持たせたい」という監督の意図による。本作では妖怪たちが会話するが、ほとんどの妖怪は演じた役者本人がアフレコをして声をあてた。決戦での陸海空から妖怪が大集合する場面では、それぞれの妖怪の演技を3倍速や5倍速で撮影し、さらに最大8重まで合成して効果を上げている。

### 主要妖怪
ダイモン
骨格が浮き出た緑色の体に猛禽のような手足と翼を持つ古代バビロニヤの異形の怪物。手に持つ「魔笏」（ましゃく）と呼ばれる4尺長の杖で日本妖怪の妖力を弾き、突風を起こし火焔を放つ。幾多にも分身して多面攻撃を行い、日本妖怪を翻弄する。磯部兵庫に乗り移り、片目をつぶされたのちは新任代官の大館伊織に乗り移る。20尺ほどに巨大化する。異国の妖怪なので、油すましの持つ「妖怪紳士録」や「日本妖怪大図鑑」にも載っていない。
- 演じたのは、『大魔神シリーズ』で大魔神を演じた巨漢俳優の橋本力。「大魔神」での「眼の演技」に惚れ込んだ黒田監督直々の指名を受けて登板となった。橋本は大魔神では戸惑いの多かったスーツアクターとしての演技が、本作では楽しんで演じられるほどになり、様々なアイディアを演技に盛り込んだという。大魔神と同様に、目瞬きをせずに演じた橋本の真っ赤に充血した双眼の迫力・眼力は、内外でも評判となった。
- ぬいぐるみのほか、巨大化後の実物大の手や足が制作され、効果を上げた。ぬいぐるみは八木功によると、2000年ごろまでエキスプロに保管されていたが、社屋移転の際に廃棄されたという。

河童（青河童）
磯部兵庫の屋敷の庭水の主。日本の妖怪で最初にダイモンと一戦交えるなど、事実上妖怪サイドの主役級の扱い。ただし、最終決戦での戦闘中にダイモンの火炎で負傷して以降は最後の復活まで出番がない。
- 黒木現が演じ、声は飛田喜佐夫があてた。衣装は前作『妖怪百物語』（1968年）のぬいぐるみスタイルから一新され、新規造形によるマスク形式の頭部と、装飾衣装による表現になっている。口から放水するシーンは、上半身のみの実物大人形を使って撮影された。
- 黒田監督は本作の河童を「三枚目でちょっとおっちょこちょいな性格」と設定し、三枚目の出来る役者を選んだという。黒田監督は本作で一番気に入った妖怪としてこの河童を挙げ、黒木現を指して「ああいう役をきちんとやれる役者がたくさんいたから、あの映画は出来たんでしょう」と語っている。

油すまし
日本妖怪の大将格。知恵者で、大阪弁を操る。戦闘でもメインでダイモンと張り合い、巨大化したダイモンにから傘小僧とともに空中から挑み、ダイモンに止めを刺す。
- 子役の別府敏保が演じた。

青坊主
身軽な身のこなしで、油すましを補佐して活躍する。決戦では「分身ではなく、本体を攻めよ」と油すましに助言する。
- 暁新二郎が演じた。

雲外鏡（うんがいきょう）
日本妖怪の相談役。大きな腹が、千里眼のごとく遠くの景色を映し出す鏡となる。
- 花村秀樹が演じた。江戸時代に鳥山石燕によって描かれたものとは違い、デザインは「ふくろさげ」という狸妖怪の要素を加えて、鉢巻を締めた古狸のキャラクターとなっている。腹は映写機を使って腹に投影する手法で撮影された。

ろくろ首
千絵を救うために一肌脱ぐ、人情に厚い妖怪。土佐弁を操る。最終決戦では鉢巻を締め、日本刀を手にダイモンに斬りかかる。
- 前作『妖怪百物語』に引き続き、黒田監督の指名で毛利郁子が再演している。

二面女（にめんおんな）
見かけは小娘だが、頭の後ろに醜い顔をもう一つ持っている。正義感が強く、子供たちの世話を焼く。最終決戦の際に笛を吹き妖怪たちを呼ぶ。
- 行友圭子が演じ、被り物ではなく特殊メイクで表現された。

から傘小僧
言葉は発さず、パントマイムで意思伝達をする。大将の油すましを一本足に掴まらせ、ダイモンを空から攻撃する。
ぬっぺっぽう
熊本弁を操る。
- 子役の辻勝彦が演じた。

### その他の妖怪
海坊主
水軍妖怪として、口から水流を吐いてダイモンに立ち向かった。
- 松田剛武が演じた。

三ツ目坊主
本作の新妖怪。水軍妖怪として参戦するが、特に活躍場面は無かった。
- 劇場公開後に佐藤有文が著作『妖怪大図鑑』（黒崎書店）で「海ぺろりん」と命名している。

うしおに
最終決戦に参加。おとろしと共にダイモンの分身へ飛び掛かるが振り払われた。
おとろし
最終決戦に参加。うしおにと共にダイモンの分身へ飛び掛かるが振り払われた。
ひょうすべ
- 子役の長友宗之が演じた。

ぬらりひょん
「大映妖怪三部作」全作に登場。
一つ目小僧
- 子役の島岡安芸和が演じた。

泥田坊
「大映妖怪三部作」全作に登場。油すまし、一角大王と共にダイモンに止めを刺した。
一角大王
「大映妖怪三部作」全作に登場。油すまし、泥田坊と共にダイモンに止めを刺した。
火吹き婆
明かりを吹き消す「吹き消し婆」とは対極の妖怪。
とんずら
地獄の獄卒。『百鬼夜行絵巻』から採られた妖怪。
おんもらき
最終決戦に参加。
うまおに
最終決戦に参加。
からす天狗
大天狗の子分。天狗うちわを使って、油すましとから傘小僧を上空へ送った。
- 丘浩二が演じた。『赤胴鈴之助 三つ目の鳥人』（1958年）（大映京都）で大橋史典が制作した「鳥人」の被り物が『釈迦』（1961年）と前作『妖怪百物語』を経て再流用されている。

天狗
扇を持ち、長い鼻をした一般的な天狗である。空軍到着の場面と最後の行進に2体登場。
雷神
- 同じ大映京都作品の『赤胴鈴之助 黒雲谷の雷人』（1958年）に登場した怪物の造形物（造形は大橋史典）を、『釈迦』（1961年）で再利用した後、再び改造流用したものである。

毛女郎
「大映妖怪三部作」全作に登場。
白粉婆
「大映妖怪三部作」全作に登場。
- 山村嵯都子が演じた。

狂骨
- 前作『妖怪百物語』とは別の操演模型が作られた。

水軍の河童
前作『妖怪百物語』に登場した河童。決戦で水軍に加わって登場。
一つ目の妖怪
泥田坊のような胴体に、一つ目で頭の長い姿をしている。水軍到着の場面に登場。
のっぺらぼうの妖怪
泥田坊のような胴体に、白いのっぺらぼうのような顔をしている。一つ目の妖怪と共に水軍の行進に加わる。
名称不明
陸軍到着の場面では、雲外鏡に似た小柄な妖怪が参加している。

## 商品化
プロマイド
「株式会社丸昌」から、一枚5円のプロマイド（ブロマイド）が発売され、劇場にも置かれた。全31種類のうち、18種類が前作『妖怪百物語』のプロマイドの流用だった。図柄は劇中の妖怪たちの立ち姿の写真が使われた。また「山勝」からも全18種類のプロマイドが発売された。
シール
登場妖怪たちの絵柄シールが各種発売された。
ソノシート
朝日ソノラマから1968年12月16日付で発売。声優を使って新たに録音された劇中再現ドラマが収録された。中西立太のイラストで構成され、付録に「妖怪紳士録」がついた。定価は330円。「妖怪シリーズ」でソノシート化されたのは本作だけである。

### 映像ソフト
- 1997年8月22日に『妖怪百物語』『東海道お化け道中』とセットになったLD-BOX『妖怪封印函』がアミューズより発売された[12]。
- 2000年7月26日に発売大映・販売徳間ジャパンコミュニケーションズによりDVDが発売された[13]。デジタル・ニューマスター[13]。
- 2015年にデアゴスティーニ・ジャパンから発売された『隔週刊 大映特撮映画DVDコレクション』第10号（2015年1月6日）に収録発売された。

## 雑誌掲載
『週刊少年キング』（少年画報社）
1968年41号、44号、50号で特集グラビア・イラスト掲載。44号では「百鬼夜行」と題して15頁にわたる大特集を組んだ。
『週刊少年マガジン』（講談社）
1968年41号で「ダイモン」の写真が表紙に使われた。
『まんが王』（秋田書店）
1969年1月号・2月号で特集掲載。1970年7月号付録「ビッグ・マガジン」でもイラスト特集。表紙は海坊主。
『冒険王・別冊秋季号』
1968年11月発売。「ダイモンの戦法」と銘打ったダイモンのイラスト図解、カラーグラビアなど総力特集。表紙は海坊主。

## 漫画化
井上智・成田マキホによって『妖怪大戦争』として漫画化され、上記の『冒険王・別冊秋季号』に掲載された。全48頁で、単行本化され劇場でも販売された。

## 配信
- 2024年10月25日、角川シネマコレクションの公式YOUTUBEチャンネルで無料公開された。